# Pharyngochromis darlingi
Pharyngochromis darlingi (Syn.: Pelmatochromis darlingi, Haplochromis darlingi, Tilapia rumsay) ist eine Buntbarschart, die im Sambesi, im oberen und mittleren Stromgebiet von Save und Runde und im Okavango in Angola, Namibia, Sambia, Botswana und Simbabwe vorkommt.

## Merkmale
Pharyngochromis darlingi wird 22 cm lang und hat eine bullige Buntbarschgestalt mit relativ kurzem Kopf. Das Kopfprofil steigt steiler an als bei Pharyngochromis acuticeps und ist gerade bis etwas konkav. Die Schwanzflosse ist etwas abgerundet oder gestutzt. Die Fische sind grünbräunlich mit acht bis zehn dunklen Querbändern auf den Körperseiten. Bei revierbesitzenden oder balzenden Männchen verschwinden die Querbänder und die Tiere sind dann olivfarben mit gelblichen Körperseiten und Bauch, dunkel rauchfarbener Kehle und Brust und einem leicht purpurn schimmerndem Rücken. Auf Rücken- und Schwanzflosse befinden sich rostbraune Punkte. Die Afterflosse zeigt zahlreiche orange Eiflecke.

## Lebensweise
Pharyngochromis darlingi kommt in unterschiedlichen Gewässern vor und scheint recht anpassungsfähig zu sein. Die Art ernährt sich vor allem von kleineren Fischen sowie von aquatischen Insekten und Krebstieren. Wie alle Haplochromis-Verwandten ist die Art ein Maulbrüter. Bei Pharyngochromis darlingi übernimmt das Weibchen die Maulbrutpflege. Die Fische vermehren sich nur ein Mal im Jahr, während der Regenzeit, mit dem Höhepunkt im September. Ein Gelege umfasst etwa 200 Eier. Die Eri werden zunächst in eine vom Männchen gegrabene flache Grube in den Gewässerboden gelegt und dann vom Weibchen ins Maul genommen.

## Belege
1. 1 2  Pharyngochromis darlingi auf Fishbase.org (englisch)
2. 1 2 3  Anton Lamboj: Die Cichliden des westlichen Afrikas. Verlag: Natur und Tier, 2006, ISBN 3-86659-000-8, Seite 217 u. 218.